# Lamb of God (album)
Lamb of God è il nono album in studio del gruppo musicale statunitense Lamb of God, previsto per il 19 giugno 2020 dalla Epic Records.

## Descrizione
Composto da dieci brani, si tratta del primo album in cui suona il batterista Art Cruz, che ha sostituito Chris Adler nel 2019.
L'uscita del disco era originariamente programmata per l'8 maggio 2020, ma a causa della pandemia di COVID-19 è stata posticipata al 19 giugno dello stesso anno.

## Tracce
1. Memento mori – 5:48
2. Checkmate – 4:30
3. Gears – 3:55
4. Reality Bath – 4:32
5. New Colossal Hate – 4:30
6. Resurrection Man – 4:59
7. Poison Dream (feat. Jamey Jasta) – 4:57
8. Routes (feat. Chuck Billy) – 3:04
9. Bloodshot Eyes – 3:57
10. On the Hook – 4:30

Traccia bonus nell'edizione giapponese
1. Ghost Shaped People

## Formazione
Gruppo
- D. Randall Blythe – voce
- Mark Morton – chitarra
- Willie Adler – chitarra
- John Campbell – basso
- Art Cruz – batteria

Altri musicisti
- Jamey Jasta – voce aggiuntiva (traccia 7)
- Chuck Billy – voce aggiuntiva (traccia 8)

Produzione
- Josh Wilbur – produzione, missaggio, ingegneria del suono
- Oliver Roman – assistenza tecnica agli Studio 606
- Jerred Pollaci – assistenza tecnica agli Studio 606
- Evan Myaskovsky – assistenza tecnica agli Studio 606
- Kyle Hynes – assistenza tecnica ai Flagship Studios
- Matthew Erlichmanat – assistenza tecnica ai Flagship Studios
- Paul Bruskiat – assistenza tecnica agli In Your Ear Studios
- Ted Jensen – mastering